# 제프리 도너번
제프리 도너번(Jeffrey Donovan, 1968년 5월 11일 ~ )은 미국의 배우이다.

## 출연 작품

### 영화
- Mr. 히치 - 당신을 위한 데이트 코치 (2005)
- 체인질링 (2008)
- 제이. 에드가 (2011) - 로버트 F. 케네디 역
- LBJ (2016) - 존 F. 케네디 역
- 샷 콜러 (2017) - 보틀스 역
- 시카리오: 데이 오브 솔다도 (2018) - 스티브 포싱 역
- 나는 악마를 사랑했다 (2019) - 존 오코넬 역
- 빌런스 (2019) - 조지 역
- 어니스트 씨프 (2020) - 숀 마이어스 요원 역
- 렛 힘 고 (2020) - 빌 위보이 역
- 캐시트럭 (2021) - 잭슨 역

### 텔레비전
- 로앤오더: 범죄 전담반 (1995, 2007, 2022-23)
- 번 노티스 (2007-13) - 마이클 웨스턴 역
- 파고 (2015)